# Desmiphora travassosi
Desmiphora travassosi är en skalbaggsart som beskrevs av Mendes 1938. Desmiphora travassosi ingår i släktet Desmiphora och familjen långhorningar. Inga underarter finns listade i Catalogue of Life.